# Bandera de Pocatello
La bandera de Pocatello es la bandera oficial de la ciudad de Pocatello, Idaho, Estados Unidos. La bandera actual fue adoptada el 20 de julio de 2017, reemplazando la bandera anterior, utilizada extraoficialmente de 2001 a 2017. La bandera anterior fue considerada por una encuesta de 2004 de la Asociación Norteamericana de Vexilológica como la peor de 150 banderas de ciudades estadounidenses seleccionadas. La bandera actual se conoce comúnmente como Mountains Left, mientras que la bandera anterior (usada hasta 2017) se conocía como Proud to be Pocatello.

## Diseño

### Bandera actual (2017-presente)
La segunda versión de la bandera se ha utilizado desde 2017. Es una bandera rectangular con un fondo azul oscuro. Incluye tres triángulos rojos superpuestos, siendo el triángulo de la izquierda el más grande y los otros triángulos proporcionalmente más pequeños. Juntos, representan las montañas de la cercana Cordillera Sawtooth, específicamente a Scout Mountain, Kinport Peak y Chinese Peak. En la parte superior del triángulo más grande hay una rosa de los vientos amarilla, formada por ocho brazos triangulares, que están dispuestos alternando brazos más largos y más cortos. El punto sur y la mitad de cada uno de los puntos suroeste y sureste son blancos, y el resto de la rosa es amarilla. La parte blanca de la rosa se coloca para representar el pico nevado de la montaña más grande. Si bien no se indica oficialmente en la descripción de la bandera, los espectadores suelen interpretar la rosa de los vientos como una estrella en el cielo. En la parte inferior de la bandera hay una franja azul y otra roja. Los colores de la bandera son descritas en formato hexadecimal como:
| Esquema | Azul    | Rojo    | Amarillo | Blanco  |
| ------- | ------- | ------- | -------- | ------- |
| Esquema |         |         |          |         |
| HEX     | #3661AD | #DB2F32 | #FFCC2D  | #FFFFFF |

Los triángulos rojos también representan industria, recreación y educación. La rosa de los vientos simboliza el papel de la ciudad como centro de transporte y comercio por ferrocarril, carretera y aire, así como el pasado, presente y futuro de la ciudad. El color amarillo representa los lazos agrícolas de la región y la prosperidad de la ciudad, mientras que el color blanco hace referencia a los picos nevados de las montañas. El fondo azul simboliza el cielo y la franja azul cerca de la parte inferior de la bandera simboliza el río Portneuf. El diseño de la bandera estaba destinado a representar la historia de los pueblos indígenas de la región. Transmite un movimiento ascendente, lo que significa una esperanza positiva para el futuro.

### Bandera antigua (2001-2017)
La primera bandera fue utilizada por la ciudad de 2001 a 2017. Era de forma rectangular y tenía un fondo blanco con el logo de la ciudad. La parte superior de la bandera presentaba dos triángulos morados borrosos que simbolizaban la cordillera Sawtooth que se encuentra cerca de la ciudad. El triángulo de la izquierda era el doble del tamaño del segundo triángulo, que estaba ubicado detrás del primero y parcialmente cubierto por él. Cada triángulo tenía cinco muescas triangulares a la derecha del espectador. La parte inferior de la bandera mostraba un texto que decía en inglés «Proud to Be Pocatello» (en español: Orgulloso de ser Pocatello), distribuido en dos líneas. La línea superior incluía «Proud to Be», en una fuente Sans-serif amarilla con bordes y sombras negros. La línea inferior incluía «Pocatello» en una fuente serif roja con bordes interiores blancos y bordes exteriores negros con sombra negra. Las palabras se juntaron sin dejar espacio entre ellas. A los lados de la bandera, a la altura de la parte superior del texto, se desplegaron cinco líneas horizontales delgadas. El símbolo de marca registrada (™) aparece junto a estas líneas a la derecha del espectador. En la parte inferior hay un aviso de derechos de autor, «Copyright © Greater Pocatello Chamber of Commerce».

## Historia
La primera bandera fue creada por la Cámara de Comercio de Pocatello para su uso como logotipo. Fue utilizada extraoficialmente por la ciudad como su bandera de 2001 a 2017. La bandera ganó atención nacional después de que la Asociación Norteamericana de Vexilología la clasificara como la peor de 150 banderas de ciudades estadounidenses seleccionadas en su encuesta de 2004. Muchos medios simplificaron y engrandecieron esto con el título de «La peor bandera de América del Norte». En 2015, Roman Mars realizó una charla TED, popularizando la cuestión del diseño de la bandera y el último lugar de Pocatello en la encuesta, y motivando a la ciudad a crear una nueva bandera.
En abril de 2016, el comité de diseño de banderas de la ciudad recién creado se reunió por primera vez; Roman Mars fue invitado y asistió a la reunión. El proceso acordado fue:
- En un primer paso, todo el mundo podía aportar diseños al concurso hasta el 2 de diciembre de 2016. Las reglas dicen: «Todas las entradas pasan a ser propiedad de la Ciudad de Pocatello y el autor/creador renuncia a todos los derechos sobre el diseño. La Ciudad se reserva el derecho de alterar, modificar o combinar diseños para crear una bandera oficial de la Ciudad de Pocatello». Esto resultó en un inesperado total de 709 diseños de bandera sugeridos, con participantes de 26 países y 31 estados de EE. UU.
- En febrero de 2017, el sitio web de la ciudad publicó todas las sugerencias, ordenadas en grupos de creadores: «profesionales» y, por otro lado, los rangos de edad de "18+", "13-17", 7-12" y "1-6". Esas 709 sugerencias ahora estaban abiertas para recibir comentarios del público.
- Teniendo en cuenta los comentarios, el comité de banderas ahora extrajo y reordenó elementos de varias de las 709 sugerencias para crear 6 diseños de banderas para la elección finalista donde prevaleció la bandera con el nombre informal de «Mountains Left».

El 20 de julio de 2017, después de más de un año de trabajo del comité de la bandera, el Ayuntamiento de Pocatello aprobó la adopción de la nueva bandera. La ciudad enumeró a 98 participantes «cuya presentación contribuyó o tuvo características similares del diseño final, ya sea por estilo o simbolismo».